# Cowdenbeath F.C.
Cowdenbeath F.C., właśc. Cowdenbeath Football Club – szkocki klub piłkarski z siedzibą w Cowdenbeath.

## Historia
Klub został założony w 1881. W swojej historii rozegrał 11 sezonów w pierwszej lidze, w czasach kiedy stanowiły ją rozgrywki First Division. W latach 1905–2015 występował też przez 52 sezony na poziomie drugiej ligi (47 w Second Division, 3 w First Division i 2 w Championship), po raz ostatni w edycji 2014/2015, która zakończyła się spadkiem klubu do Scottish League One.

### Historia występów w pierwszej lidze
| Sezon   | Liga           | Miejsce      |
| ------- | -------------- | ------------ |
| 1924/25 | First Division | 5.           |
| 1925/26 | First Division | 7.           |
| 1926/27 | First Division | 7.           |
| 1927/28 | First Division | 9.           |
| 1928/29 | First Division | 13.          |
| 1929/30 | First Division | 16.          |
| 1930/31 | First Division | 7.           |
| 1931/32 | First Division | 12.          |
| 1932/33 | First Division | 17.          |
| 1933/34 | First Division | 20. (spadek) |
| 1970/71 | First Division | 18. (spadek) |

## Reprezentanci kraju grający w klubie
stan na grudzień 2023
|  | - John Glélé - George Wall - Taufik Abd Allah - Mixu Paatelainen - Steven Old - Morgaro Gomis - Zephaniah Thomas - Henry Allan - Colin Cameron - Stevie Crawford - William Callaghan |  | - Murray Davidson - Joe Dodds - Ronnie Glavin - Craig Gordon - John Johnston - Garry Kenneth - Craig Levein - Ernie McGarr - Bob Middleton - Robbie Neilson - John O’Neil |  | - Jim Paterson - Derek Riordan - Archie Robertson - Jimmy Robertson - Peter Robertson - George Sinclair - Jock Walker - George Wilson - Alex Venters - Keith Wright - Robert Prytz |